# IMUSE
iMUSE (Interactive MUsic Streaming Engine) è un motore di gioco sviluppato nei primi anni '90 dai compositori Michael Land e Peter McConnell mentre erano impiegati presso la LucasArts. L'idea dietro ad iMUSE è di sincronizzare la musica con l'azione sullo schermo in un videogioco, così che l'audio corrisponda continuamente agli eventi rappresentati ed in modo tale che le transizioni da un tema musicale ad un altro siano fatte senza brusche interruzioni. Il sistema iMUSE è stato brevettato sotto il nome di (EN)  US5315057, United States Patent and Trademark Office, Stati Uniti d'America. dalla LucasArts, ed è stato aggiunto alla quinta versione dello SCUMM engine nel 1991.
iMUSE fu sviluppato a causa della frustrazione di Michael Land per il sistema audio usato dalla LucasArts durante la composizione di The Secret of Monkey Island. Il suo obiettivo era di creare un sistema che avrebbe permesso al compositore di controllare la musica in modo che essa corrispondesse agli eventi del gioco. Il progetto si rivelò molto più complesso di quanto avesse immaginato. Per questo motivo, egli convinse un vecchio amico, Peter McConnell a contribuire alla creazione del sistema che essi avrebbero poi brevettato più tardi insieme. Il primo gioco ad usare il sistema iMUSE fu Monkey Island 2: LeChuck's Revenge ed esso fu impiegato per tutti i giochi di avventura LucasArts da allora. È stato anche usato in alcuni titoli LucasArts di genere diverso dall'avventuriero, compresa l'intera serie di X-Wing.

## Impieghi
Un tipico esempio di iMUSE al lavoro può essere ascoltato nella scena del cimitero in "Monkey Island 2": una musica lugubre viene suonata quando il protagonista si trova di fronte al cancello del cimitero. Quando egli entra, la musica cambia diventando una variazione dello stesso tema, riprendendo dallo stesso punto dove la melodia si era precedentemente interrotta.
Lo stesso tipo di transizione si sente ancora quando il personaggio osserva una bara. Un uso leggermente diverso di iMUSE è presente nella scena della palude, dove la musica inizia con una semplice melodia di flauto al quale però, man mano che il protagonista si addentra nella palude, si aggiungono gradualmente nuovi strumenti.
Nel titolo spaziale "Star Wars: X-Wing", l'engine iMUSE mixa la colonna sonora basata sugli eventi della missione in tempo reale a partire da temi basati sul lavoro di John Williams e tratti dai film di Star Wars. Quando una missione comincia, all'inizio, è facile sentire un tema tranquillo. Se un craft di ribelli entra nell'area, il tema viene interrotto per un breve tema dei ribelli. Allo stesso modo, quando un craft imperiale entra, il primo pezzo della Marcia Imperiale viene suonato e a questo punto, con il prepararsi del combattimento, vengono introdotti temi con un ritmo più sostenuto.
In Sam & Max Hit the Road, entrando nella DeSoto di Sam parcheggiata fuori dall'ufficio si innesca una transizione a una melodia che diventa sempre più rapida man mano che l'auto accelera. Questo è un esempio della capacità di iMUSE di creare un ponte tra due scene differenti quando il programmatore lo desidera.
In Sly 2: La banda dei ladri e negli altri capitoli successivi della serie, di cui Peter McConnell ha composto la colonna sonora, iMUSE serve a trasformare la musica di sottofondo tranquilla (associata stilisticamente all'ambiente di gioco) in una più allarmante e incalzante versione, ma che mantiene parzialmente la stessa melodia, quando il giocatore viene scoperto o avvistato ed è costretto alla fuga o a combattere i nemici.